# Resopal
Resopal (Kofferwort aus res[ina], lat. Harz, und Opal) ist der Name für eine Schichtstoffplatte im Bauwesen, die im Innenausbau Verwendung findet. Ein Patent wurde 1930 angemeldet.

## Begriff

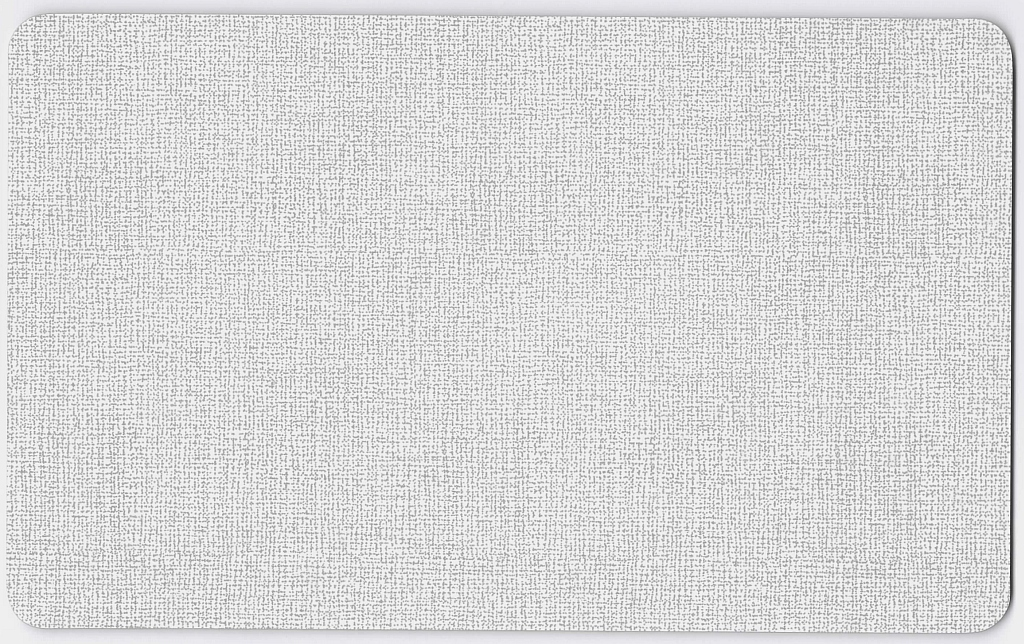
Resopal-Frühstücksbrettchen im Design der Fünfzigerjahre

Der Name hat sich in Deutschland nicht zuletzt durch den Eintrag im Duden fälschlicherweise als Gattungsbegriff für einen Kunststoff oder als Umschreibung für glanzlose Charaktere verselbstständigt, was dem Material jedoch damals (Bordküche eines Zeppelins aus rotem Resopal) wie heute (moderne Einrichtungs- und Ladenbauprojekte) nicht gerecht wird. Es handelt sich um ein vor allem bei Innenarchitekten und -einrichtern wegen seiner Funktionalität und Robustheit beliebtes Material zur Raumgestaltung. Es wurde vor allem durch den Einsatz in Küchen, bei Frühstücksbrettchen oder Nierentischen aus den 1950er Jahren bekannt.

## Material
Resopal ist ein dekorativer Schichtstoff, der als High Pressure Laminate (Hochdruckschichtpressstoffplatte) hergestellt wird. Das Patent wurde am 19. Dezember 1930 von der Hermann Römmler AG in Spremberg angemeldet und am 6. Juni 1935 rückwirkend erteilt. Es bildet die Basis für die industrielle Herstellung von mechanisch und chemisch extrem belastbaren Oberflächen mit langer Haltbarkeit. Das duroplastische Aminoplast-Produkt brachte die Römmler AG unter dem Namen Resopal heraus.
Resopal besteht aus mehreren mit Harz imprägnierten Papierbahnen, Kern- und Dekorpapieren, die unter Hitze und hohem Druck zwischen Stahlblechen zu einer homogenen Platte verpresst werden, die stoß-, kratz- und abriebfest und bis 230 °C hitzebeständig ist. Außerdem ist sie lichtbeständig, fleckenunempfindlich, leicht zu reinigen und zu desinfizieren, wasser-, lösungsmittel- und weitgehend chemikalienbeständig. Resopal wirkt feuerhemmend, isoliert elektrisch, ist schwer entflammbar, hygieneaktiv sowie akustisch wirksam und kann selbstklebend oder magnethaftend ausgerüstet werden.
Das Aussehen der Platte bestimmen durchgefärbtes oder bedrucktes Papier, Textilien, Holzfurniere, Metallfolien usw. Die Oberfläche kann mit einer fühlbaren Struktur oder verschiedenen Glanzgraden versehen werden. Resopal kann auf verschiedene Träger (Holzwerkstoffe wie Spanplatten, mineralische und wasserfeste Träger oder Leichtbauträger) aufgebracht werden.
Abnehmer für die Schichtstoffplatte sind u. a. Küchenhersteller (Arbeitsplatten, Fronten). Resopal wird aber auch im Innenausbau, in Nasszellen, in Verkehrsmitteln (Züge, Kreuzfahrtschiffe), im Krankenhaus, im Ladenbau, in Schulen, in Sportstätten und im Laborbereich eingesetzt. Es wird in Möbeln und Türen verbaut sowie zur Herstellung von Fußböden genutzt. Auch im Außenbereich finden Resopalplatten mit speziellem Witterungsschutz Verwendung: Sie dienen dort als Fassaden- oder Balkonverkleidungen für eine Vielzahl von Gebäuden. Und es gibt Resopal sogar wieder als Frühstücksbrettchen wie schon in den 1950er Jahren.

## Marke
Der Siegeszug von Resopal hat aus der Bezeichnung eines Materials einen Markennamen gemacht. Resopal wurde am 5. September 1930 als Warenzeichen eingetragen. Es prägte die deutsche Kultur- und Produktgeschichte nach dem Zweiten Weltkrieg. Die Ästhetik der 1950er Jahre ist ohne Resopal nicht denkbar. Der Werkstoff, seine ästhetische und funktionale Qualität, war der Inbegriff von Modernität.

Logo

Ihren damaligen Erfolg verdankt die Marke dem Grafiker und Industriedesigner Jupp Ernst. 1950 entwarf er das Resopal-Logo. Fortan verantwortete er die Werbung, die Messeauftritte und die Dekorentwicklung bei Resopal. Durch die aktive Entwicklung in der Nachkriegszeit entstand eine Produktmarke, die einen Bekanntheitsgrad von über 85 Prozent erreichte. Ihr breitenwirksamer Markenauftritt verhalf ihr zu einem Erinnerungswert, der bis heute anhält. Die in nahezu jedes Lexikon eingegangene Marke Resopal steht noch immer für die kulturhistorische Einrichtungsästhetik der 1950er und frühen 1960er Jahre.
Neben Resopal existieren Marken wie Dekodur, Duropal oder Sprelacart. Bei Übersetzungen aus dem Englischen/Amerikanischen wird der Markenname Formica oft durch Resopal ersetzt.

## Unternehmen
August Hermann Römmler gründete das Unternehmen am 16. November 1867 in Spremberg. Sein Sohn Hermann Römmler junior entwickelte 1905 unter Verwendung der im Betrieb anfallenden Kunststoffe die Fabrikation von elektrotechnischem Isoliermaterial wie Hartpapier und Hartgewebe zur Serienreife. Die elektrotechnische Abteilung verselbstständigte sich und stieg zur führenden Spezialfabrik für hochwertiges Isoliermaterial auf.
Die Umstellung der Produktion auf das Druck-Hitze-Verfahren gilt in der Unternehmensgeschichte der heutigen Resopal GmbH als entscheidender, unverrückbarer Meilenstein. Bis 1931 sicherte die Entdeckung dieses Verfahrens durch den belgischen Chemiker Leo Hendrik Baekeland der Bakelit-Gesellschaft den Alleinvertrieb. Im gleichen Zeitraum hatte die Hermann Römmler AG jedoch ein ähnliches Verfahren entwickelt und besaß dadurch seit 1919 als einzige deutsche Firma ein lizenzfreies Mitbenutzungsrecht am Patent Baekelands. Am 19. Dezember 1930 meldete Römmler das Resopal-Patent an, das sich von dem Bakelit-Patent Baekelands unterschied, und fertigte die ersten dekorativen Platten. Die Bordküche eines Zeppelin-Luftschiffs wurde in rotem Resopal ausgeführt.
Gleichzeitig erwarb die Firma Brown, Boveri & Cie. (BBC) die Majorität am Unternehmen, bevor sie es 1938 ganz übernahm. 1945 wurden die Werksanlagen in Spremberg von der sowjetischen Besatzungsmacht vollständig demontiert. 1946 nahm das Unternehmen als Abteilung Isolierstoffe der BBC in der alten Zuckerfabrik auf dem heutigen Betriebsgelände in Groß-Umstadt die Produktion wieder auf. Mit der modernen Einbauküche und dem Nierentisch gelang der unmittelbare Wiederaufstieg. Anfang der 1970er Jahre begann das Unternehmen die großindustrielle Produktion von Postforming-Arbeitsplatten und wurde zum führenden Küchenarbeitsplattenhersteller in Westdeutschland. Wegen der hohen Bekanntheit der Marke Resopal wurde das Unternehmen 1971 entsprechend umbenannt.
1987 übernahm die schweizerische Forbo AG die Mehrheit an der BBC-Tochter. 1997 wurde Resopal von der Premark FEG GmbH & Co. KG gekauft. Seit 1998 gehört das Unternehmen zum weltweit operierenden Laminathersteller Wilsonart, Temple/Texas/USA, der Teil des ITW-Konzerns (Illinois Tool Works) ist.
2012 wurde Resopal Teil der Wilsonart International LLC, die zu 51 Prozent dem Fondsverwalter Clayton, Dubilier & Rice und noch zu 49 Prozent ITW gehört.
Auch in Spremberg wurde die Herstellung von HPL-Schichtstoff nach dem Krieg wieder aufgenommen. Einige Meister der Römmler-Werke in Spremberg konnten den russischen Kommandanten während der Deportation der Werksanlagen davon überreden, ihnen einige der kaputten Maschinen und Pressen zu überlassen. Aus dem Nichts nahm man in Spremberg wieder eine bescheidene Produktion von Pressteilen auf – der Grundstein für Sprelacart war gelegt. Die Großumstädter glaubten nach der Wende die Firma Sprela für kleines Geld kaufen zu können. Dem verweigerte sich die Treuhand. Die Gläubiger bestellten einen Insolvenzverwalter, der in den Papieren von Sprela so großes Potential erkannte, dass er selbst als Unternehmensberater das Werk kaufte. Als die Amerikaner in Großumstadt bei Resopal einstiegen und Personal abbauten, kehrten Ingenieure, die vorher bei Römmler in Spremberg waren, zurück. Mit doppeltem Know-how und einer diplomatischen Firmenleitung überholte der Umsatz von Sprelacart bis heute die Großumstädter Resopal-Platten. Der Markenname Sprelacart wurde in der Deutschen Demokratischen Republik ebenso zu einem Gattungsbegriff für alle Schichtstoffe mit dekorativen, harten und widerstandsfähigen Oberflächen, wie Resopal im westlichen Teil Deutschlands.